# Сокровищница Атрея
Сокро́вищница Атре́я или Гробни́ца Атре́я (греч. θησαυρός του Ατρέα), устаревшее название — Гробница Агамемнона — условное наименование крупной подкурганной гробницы ульевого типа («толос») в Микенах на холме Панагица, сооружённой около 1250 года до н. э.

## Назначение
Вероятно, в гробнице хранились останки правителя, завершившего сооружение микенской крепости, или одного из его преемников. Форма гробницы напоминает форму других толосов восточного Средиземноморья, обнаруженных, в том числе, и в окрестностях Микен, однако по своей монументальности и грандиозности является одним из важнейших монументов микенской цивилизации.

## История
Срок, в течение которого использовалась гробница, неизвестен; она упоминается у Павсания. В 1879 году Генрих Шлиман исследовал данную гробницу вместе с другими захоронениями микенского акрополя.

## Описание конструкции
Вход в камеру шёл через наклонный коридор-дромос длиной 36 метров. Каменная балка над входом весит 120 тонн. Камера гробницы представляла собой круглое помещение с куполом, сооружённым методом ложного (ступенчатого) свода. При строительстве применялась сухая кладка. Внутренняя высота составляет 13,5 м, а диаметр — 14,5 м. Короткий коридор вёл из толоса в боковую камеру, которая имела почти кубическую форму. По размерам, гробница была крупнейшим купольным сооружением своего времени вплоть до сооружения Храма Меркурия в Байях и Римского пантеона.